# Cruz de Caña (Piura)
Cruz de Caña es un caserío peruano ubicado en el distrito de Castilla, perteneciente a la provincia y departamento de Piura, al norte del Perú. 

## Ubicación
Cruz de Caña se ubica al este de la provincia de Piura, en el distrito de Castilla, en el departamento de Piura.

## Demografía
En 2017 Cruz de Caña tenía una población de 583 habitantes.
| Gráfica de evolución demográfica de Cruz de Caña entre 1993 y 2017 |
|                                                                    |
| Fuentes: Población 1993 y 2017                                     |